# Copa Internacional de Tenis Total Digest
A Copa Internacional de Tenis Total Digest foi um torneio tênis, que fez parte da série ATP Challenger Tour, realizado em 2013, realizado em piso duro, na Cidade do México, México.

## Edições

### Simples
| Ano  | Campeão       | Finalista        | Placar        | Ref.  |
| ---- | ------------- | ---------------- | ------------- | ----- |
| 2013 | Andrej Martin | Adrian Mannarino | 4–6, 6–4, 6–1 | [ 1 ] |

### Duplas
| Ano  | Campeões                    | Finalistas                     | Placar           | Ref.  |
| ---- | --------------------------- | ------------------------------ | ---------------- | ----- |
| 2013 | Carsten Ball Chris Guccione | Jordan Kerr John-Patrick Smith | 6–3, 3–6, [11–9] | [ 2 ] |

## Ligações Externas
- Site Oficial